# Fort Amsterdam (Ambon)

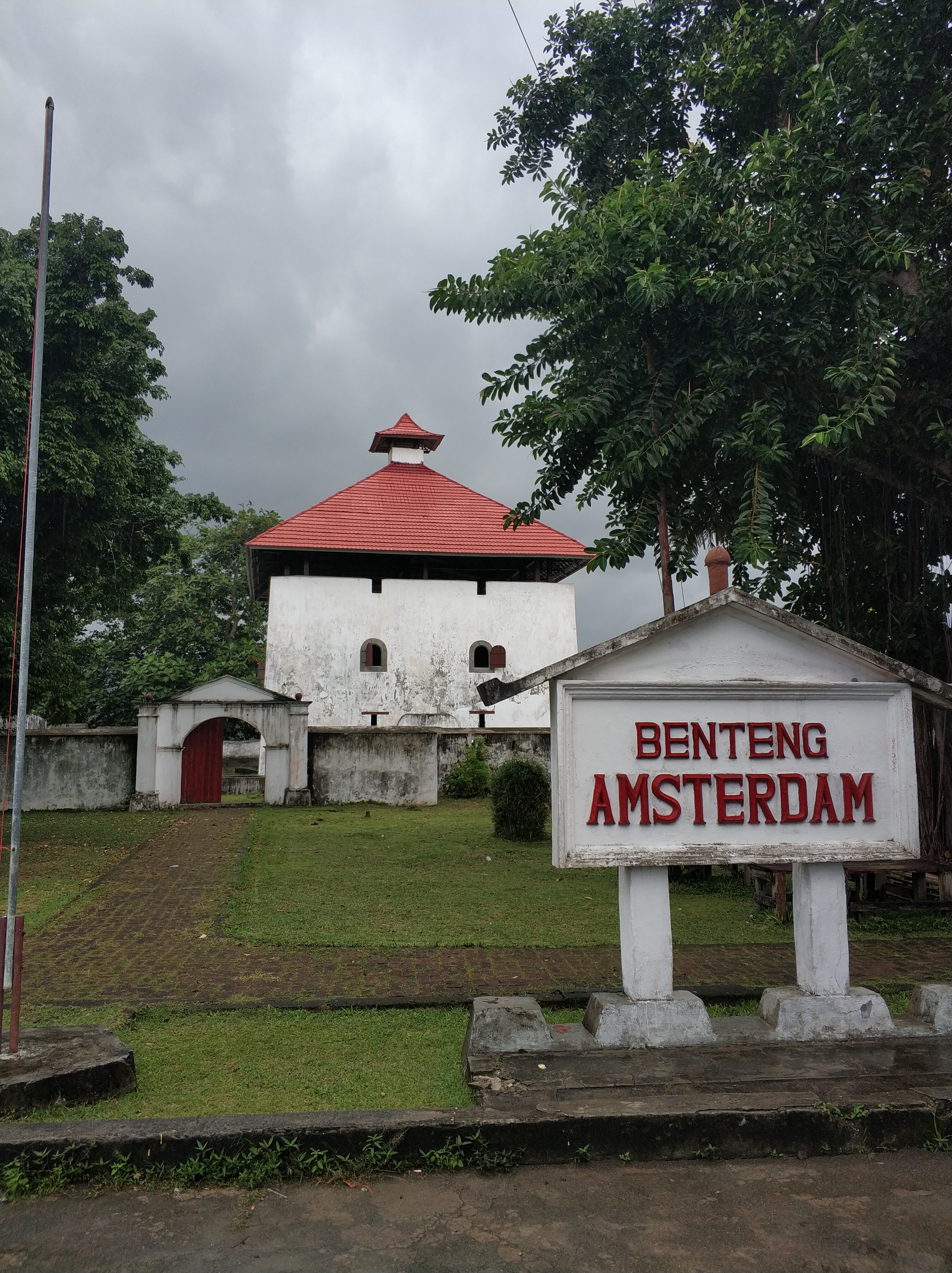
Fort Amsterdam

Das Fort Amsterdam (indonesisch Benteng Amsterdam) ist eine Festung auf der indonesischen Insel Ambon, die 1637 von der Niederländischen Ostindien-Kompanie erbaut wurde.

## Lage
Das Fort befindet sich im Dorf Hila an der Nordküste Ambons. Bis zur Hauptstadt der Insel sind es circa 40 km mit dem Auto. Vom Fort hat man einen guten Blick auf die Insel Seram und den Strand von Hila.

## Gebäude
Im Erdgeschoss des rechteckigen dreistöckigen Gebäudes befanden sich neben einer Gefängniszelle auch die Schlafräume der Soldaten. Der erste Stock wurde als Aufenthaltsraum genutzt und der dritte Stock diente als Aussichtsplattform.

## Geschichte

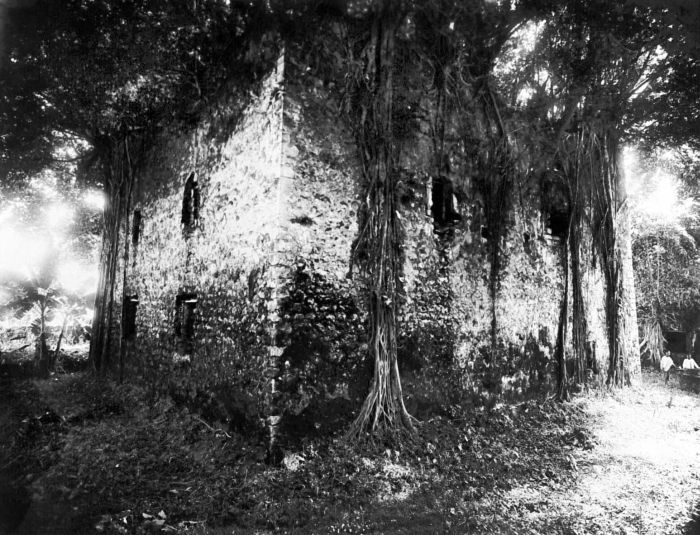
Ruine des Forts im Jahr 1930

Bereits vor den Niederländern errichteten die Portugiesen im 16. Jahrhundert auf dem Gelände des heutigen Forts einen Handelsstützpunkt. Im Rahmen der Kolonialisierung der Molukken durch die Niederländer wurde der Handelsstützpunkt 1637 in eine Verteidigungsanlage ausgebaut. Diese wurde in den folgenden Jahren stetig erweitert und erhielt im Jahre 1656 schließlich den Namen Fort Amsterdam. Die Anlage diente als Schutz vor Invasoren, die den Gewürzhandel der niederländischen Kolonialmacht störten. Am Anfang des 20. Jahrhunderts wurde das Fort aufgegeben und vernachlässigt, sodass sich die Natur das Gelände zurückeroberte. Im Jahr 1991 wurde schließlich vom indonesischen Ministerium für Erziehung und Kultur eine Restaurierung veranlasst, die 1993 durchgeführt wurde. Alle drei Stockwerke und das Außengelände stehen mittlerweile Besuchern offen und das Fort dient als Touristenattraktion.

## Trivia
Der deutsche Botaniker und Söldner Rumphius lebte einige Jahre neben dem Fort.